# World Athletics
World Athletics, före oktober 2019 IAAF, är den internationella organisationen för nationella idrottsförbund för friidrott. Organisationen grundades 1912 i Stockholm, Sverige av representanter för 17 nationella förbund. Organisationen organiserar bland annat VM i friidrott (både utomhus och inomhus) och Diamond League-serien.

## Historik
IAAF stod ursprungligen för International Amateur Athletics Federation. Under 1970- och 1980-talen började amatörbestämmelserna avskaffas, och 2001 togs ordet "Amateur" bort ur namnet, och därefter kom förkortningen i stället stå för International Association of Athletics Federations.
I juni 2019 beslutade man att byta namn till "World Athletics" efter världsmästerskapen samma år, som avgjordes i Doha i september och oktober det året.

## Ordförande
| Namn            | Land           | Ordförandeskapsperiod |
| --------------- | -------------- | --------------------- |
| Sigfrid Edström | Sverige        | 1912–1946             |
| Lord Burghley   | Storbritannien | 1946–1976             |
| Adriaan Paulen  | Nederländerna  | 1976–1981             |
| Primo Nebiolo   | Italien        | 1981–1999             |
| Lamine Diack    | Senegal        | 1999–2015             |
| Sebastian Coe   | Storbritannien | 2015–                 |

### Fotnoter
1. ↑  Medlemsförbund
2. ↑  ”Track body IAAF to rebrand as World Athletics” (på engelska). ESPN. 9 juni 2019. https://tv5.espn.com/olympics/trackandfield/story/_/id/26933457/track-body-iaaf-rebrand-world-athletics. Läst 29 januari 2020.